# 吉·华莱士
吉·华莱士（英語：Ji Wallace，1977年6月23日—），澳大利亚男子体操运动员，专项为蹦床。他曾代表澳大利亚获得2000年夏季奥运会体操比赛男子个人蹦床银牌。他也在1996年世界锦标赛上摘得一枚金牌和一枚银牌。